# 恵那駅
恵那駅（えなえき）は、岐阜県恵那市大井町にある、東海旅客鉄道（JR東海）・明知鉄道の駅である。駅番号はJR東海がCF17、明知鉄道が11。

## 乗り入れ路線
JR東海の中央本線と、第三セクター鉄道である明知鉄道の明知線との接続駅となっている。明知線は当駅が起点である。明知線は元々は中央本線ともども日本国有鉄道（国鉄）の路線であり、当駅も国鉄の単独駅であったが、明知線が第1次特定地方交通線への指定を経て1985年に明知鉄道に転換されたため、現在の形となった。
JRの運行形態の詳細は「中央線 (名古屋地区)」を参照。

## 歴史
- 1902年（明治35年）12月21日：大井駅（おおいえき）として、官設鉄道多治見 - 中津川間開通と同時に開業[2][3]。一般駅[4]。
- 1906年（明治39年）12月5日：駅前に岩村電気軌道が乗り入れ[2]。
- 1909年（明治42年）10月12日：官設鉄道の線路名称制定。中央西線の所属となる。
- 1911年（明治44年）5月1日：線路名称改定[5]。当駅を含む中央西線が中央本線に編入される[5]。
- 1928年（昭和3年）12月3日：北恵那鉄道大井線が駅に乗り入れ。新大井駅を起点とし大井ダム駅まで開通。
- 1933年（昭和8年）5月24日：国鉄明知線が当駅から阿木駅まで開通[2][6]。
- 1934年（昭和9年）9月15日：北恵那鉄道大井線が廃止。
- 1935年（昭和10年）1月30日：岩村電気軌道が廃止（廃止時は矢作水力の経営）[2]。
- 1963年（昭和38年）11月1日：恵那駅に改称[2][6]。
- 1981年（昭和56年）2月1日：車扱貨物の取扱いを廃止[7]。
- 1985年（昭和60年）11月16日：国鉄明知線が明知鉄道に転換[2][6]。
- 1986年（昭和61年）11月1日：チッキの取扱いを廃止[7]。
- 1987年（昭和62年）4月1日：国鉄分割民営化により、国鉄駅は東海旅客鉄道（JR東海）が継承[8][7]。
- 1995年（平成7年）9月2日：自動改札機を設置し、供用開始[9]。
- 2006年（平成18年）11月25日：JR東海の駅でICカード「TOICA」の利用が可能となる。

## 駅構造

### JR東海
単式ホーム1面1線と島式ホーム1面2線を有する地上駅。1番線（単式ホーム）が副本線、2・3番線が本線となっている。上り列車については特急を除き、副本線である1番線に発着する。2つのホームは、ホーム東側にあるエレベーターが設置された跨線橋と、西側の階段がある跨線橋で連絡している。
駅舎は構内南側、単式ホームの中央付近にある。JR東海交通事業の職員が業務を担当する業務委託駅で、中津川駅が当駅を管理している。駅舎内部にはJR全線きっぷうりばなどが置かれている。TOICA利用可能駅であり、自動改札機が設置されている。早朝・深夜は無人となり、乗車券等は車掌が回収する。

#### のりば

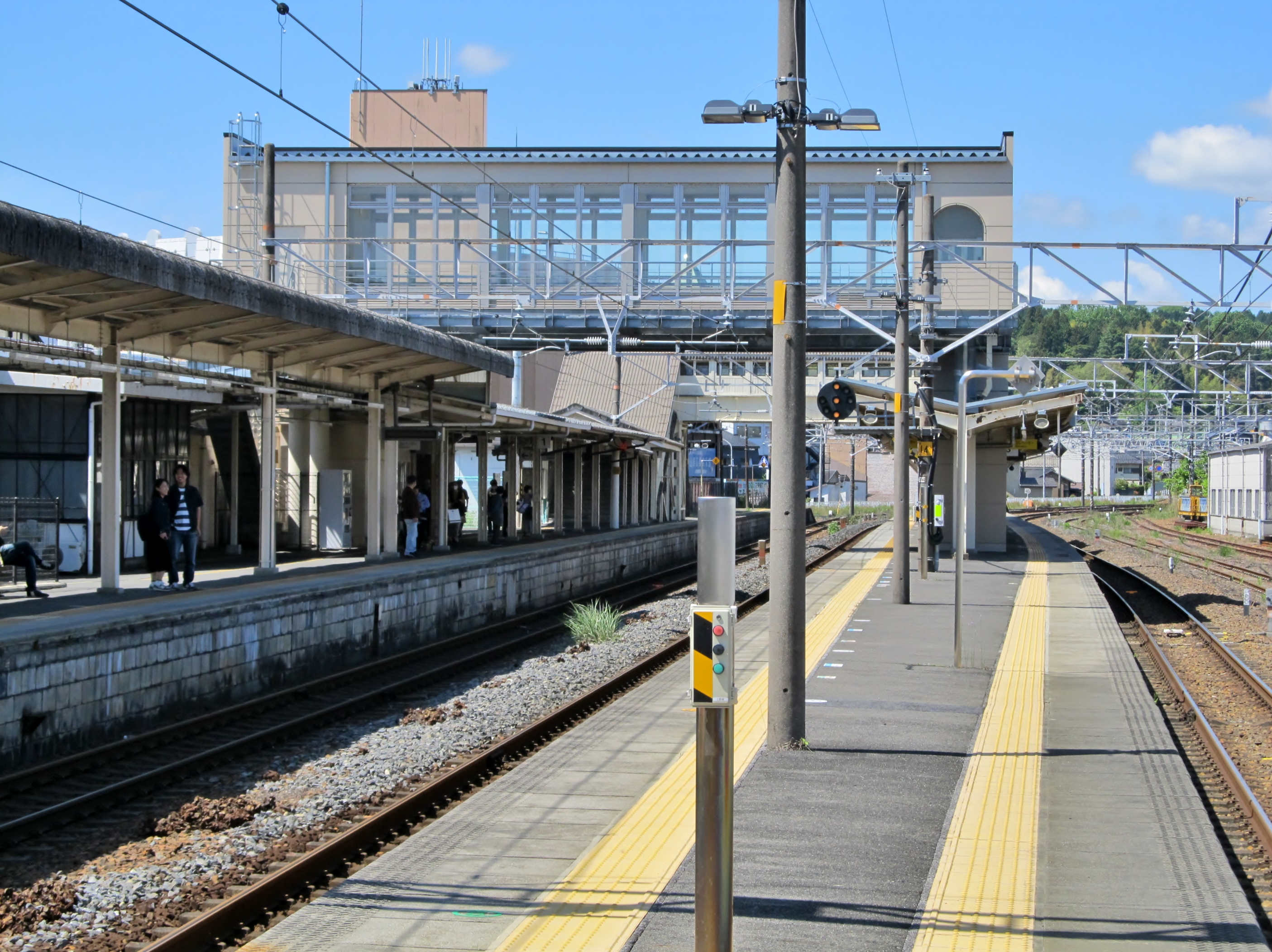
ホーム
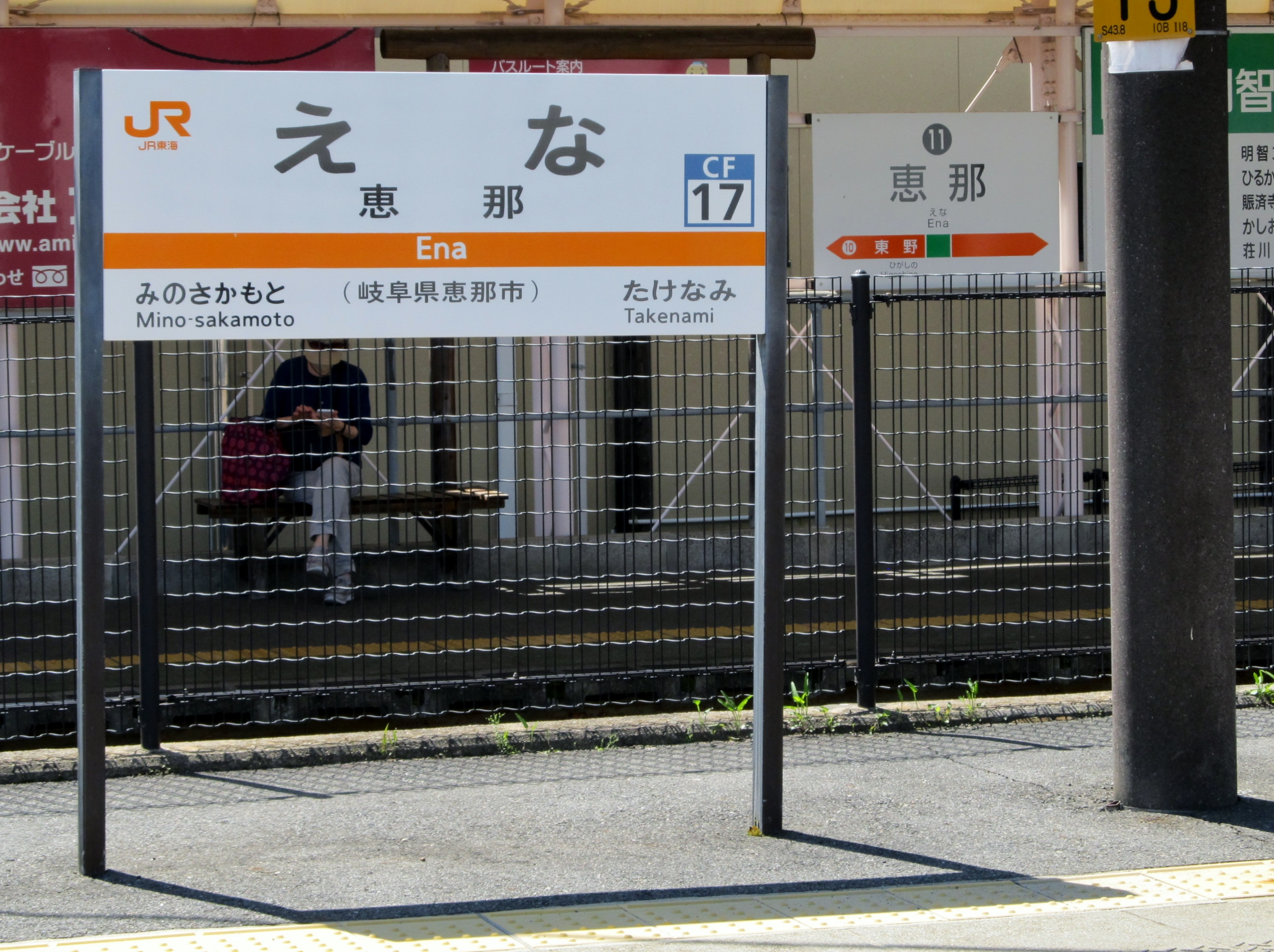
駅名標

| 番線 | 路線        | 方向 | 行先               | 備考           |
| ---- | ----------- | ---- | ------------------ | -------------- |
| 1    | CF 中央本線 | 上り | 多治見・名古屋方面 | 特急以外の列車 |
| 2    | CF 中央本線 | 上り | 多治見・名古屋方面 | 特急のみ       |
| 3    | CF 中央本線 | 下り | 中津川・長野方面   |                |

（出典：JR東海:駅構内図）
- ホーム
- 駅名標

### 明知鉄道
JR東海の1番線の東側にある頭端式ホーム1面1線を有する地上駅。JRのホームとは網で仕切られている。
明知鉄道発足時に中央本線との連絡線が撤去され、中央本線の線路と明知線の線路は繋がっていない。
駅舎はJR駅舎の東側にあり、2階部分には歯科医院が入居している。窓口では一日フリー切符や他の割引切符、硬券の乗車券類を発売している。また駅舎入口付近には明知鉄道のグッズショップ「あけてつ本舗」が設けられている。
JRの1番線につながる連絡改札口があるため、明知鉄道の窓口でもJRの近距離乗車券（常備軟券）を発売している。ただしICカードを処理する機器は設置されておらず、JR東海をTOICA等で利用後に明知鉄道に乗り換える利用客はJR東海の改札を出た後で明知鉄道の乗車券を購入し、改めて明知鉄道の改札口に入る必要がある（逆の場合も一旦改札を出る必要がある）。

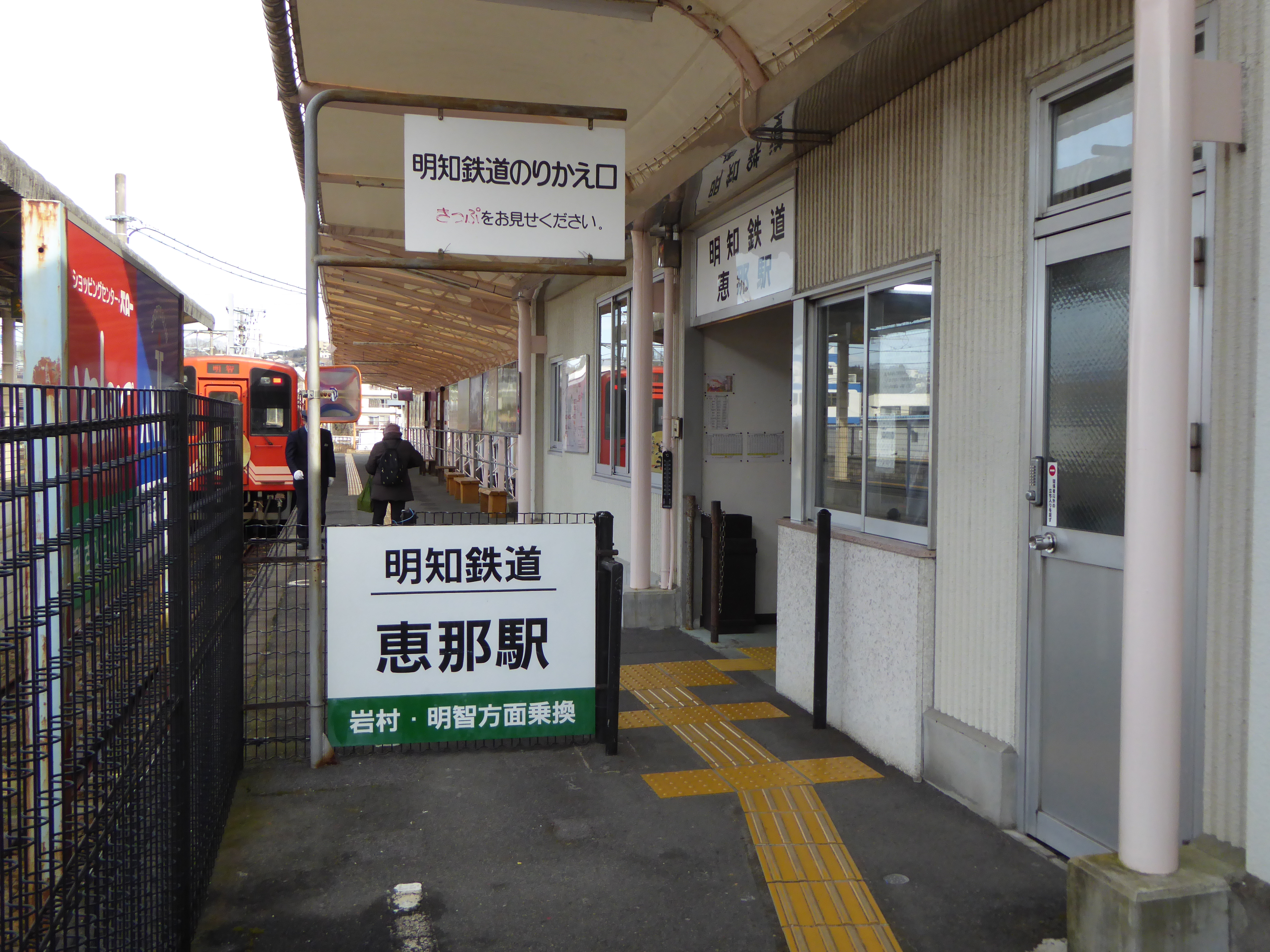
JR側から見た乗り換え改札
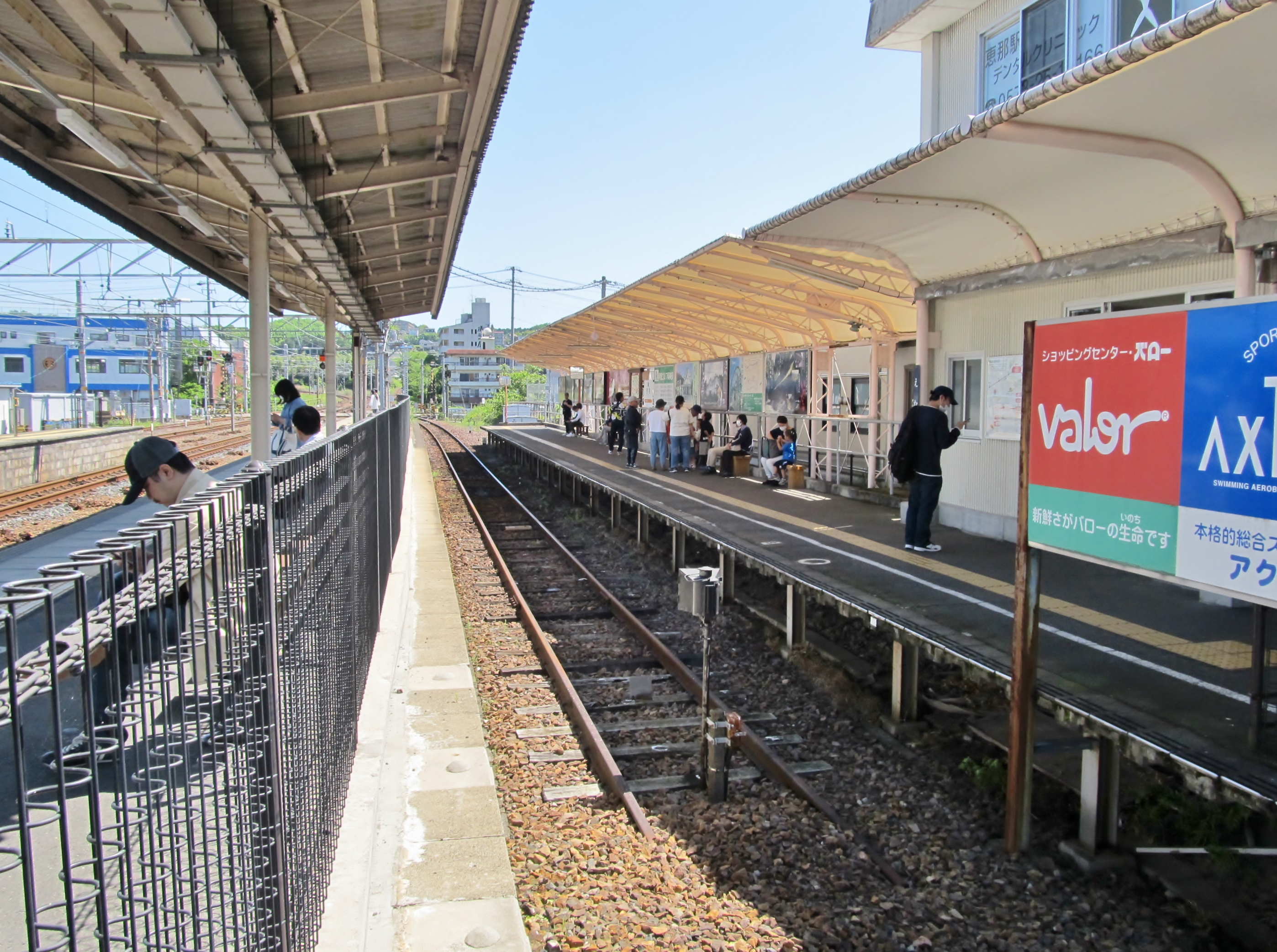
ホーム

## 利用状況
「岐阜県統計書」及び「恵那市統計書 」によると1日平均乗降・乗車人員は以下の通り。
| 年度   | JR東海           | JR東海           | 明知鉄道         |
| 年度   | 1日平均 乗降人員 | 1日平均 乗車人員 | 1日平均 乗降人員 |
| ------ | ---------------- | ---------------- | ---------------- |
| 1999年 | 6,862            |                  |                  |
| 2000年 | 6,890            |                  |                  |
| 2001年 | 6,872            |                  |                  |
| 2002年 | 6,772            |                  |                  |
| 2003年 | 6,624            |                  |                  |
| 2004年 | 6,586            |                  | 973              |
| 2005年 | 6,426            |                  | 941              |
| 2006年 | 6,336            | 3,168            | 913              |
| 2007年 | 6,346            | 3,172            | 889              |
| 2008年 | 6,366            | 3,183            | 921              |
| 2009年 | 6,208            | 3,104            | 828              |
| 2010年 | 6,210            | 3,105            | 863              |
| 2011年 | 6,260            | 3,130            | 902              |
| 2012年 | 6,278            | 3,139            | 1,016            |
| 2013年 | 6,486            | 3,243            | 988              |
| 2014年 | 6,290            | 3,145            | 917              |
| 2015年 | 6,402            | 3,201            | 883              |
| 2016年 | 6,365            | 3,183            | 857              |
| 2017年 | 6,343            | 3,172            | 771              |
| 2018年 | 6,306            | 3,153            | 827              |
| 2019年 | 6,190            | 3,095            | 802              |

## 駅周辺
現在の市街地は当駅を中心に形成されており、恵那の街の元となった中山道大井宿は市街地からやや東に離れた場所に位置している。
駅前にはロータリーが2つあり、一方がバス・タクシー専用、他方が一般乗用車専用である。バス・タクシー専用ロータリーには、それぞれ専用の駐車スペースがあり、タクシーは駐車スペースを埋め尽くしていることが多い。ここに恵那駅前バスのりばがある。
駅周辺にはいくつかの専門店（文具・眼鏡・時計・傘・服・靴・玩具・二輪車など）や食品店のほか、大型スーパーが2つほどある。
- 東海自然歩道
- 岐阜放送恵那ラジオ中継局（1431kHz 500W）
- 東海ラジオ放送恵那中継局（801kHz 100W）
- 恵那峡
- 中山道広重美術館[1]
- 恵那市観光物産館「えなてらす」（明知鉄道に隣接）
- 恵那市役所
- 恵那文化センター
- 恵那市中央図書館
- 恵那市立大井小学校
- 恵那市立長島小学校
- 恵那市立恵那東中学校
- 岐阜県立恵那高等学校
- 岐阜県立恵那農業高等学校
- MEGAドン・キホーテUNY 恵那店
- バロー恵那店
- 東濃信用金庫 恵那支店
- 中山道大井宿[1]
- 国道19号
- 国道257号
- 恵那インターチェンジ - 中央自動車道

### バス路線
- 恵那駅前バスのりば
  - 東濃鉄道バス（中津川市内及び恵那市内各地区へ数路線）

## 隣の駅
東海旅客鉄道（JR東海）
CF 中央本線
- 特急「しなの」一部停車駅

■快速・■区間快速・■普通
美乃坂本駅 (CF18) - 恵那駅 (CF17) - 武並駅 (CF16)
明知鉄道
■明知線
- 急行「大正ロマン号」発着駅

恵那駅 (11) - 東野駅 (10)